# アフマド・シャー・マスード
アフマド・シャー・マスード（Ahmed Shah Massoud、ダリー語：احمد شاه مسعود  Ahmad Shāh Mas'ūd、アフマド・シャー・マスウード、1953年9月2日 - 2001年9月9日）は、アフガニスタンの軍人、政治家。本名アフマド・シャー。
アフガニスタン・イスラム国国防大臣、軍司令官、アフガニスタン救国・民族イスラム統一戦線（北部同盟）副大統領、国防大臣、軍司令官を歴任。死後、「アフガニスタン国家英雄」の称号を追贈された。

## 生涯

### 青年期
パンジシール渓谷ジュンガラック村の王国陸軍大佐ドースト・ムハンマドの三男として生まれる。フランス語で教育が行われたカーブルの貴族高等中学校「リセ・エステクラール」(en)で学んだ。
1972年、カーブル工業大学工学部建築学科に進学すると同時にイスラム青年運動に参加するが、1973年からのソビエト連邦によるアフガニスタンの衛星国化によりイスラームの抑圧が行われ、学業を断念し帰郷。1974年、クーデター失敗後、新政権側の弾圧を恐れて移住したパキスタンで、ブルハーヌッディーン・ラッバーニーがイスラム主義を掲げる政党「ジャマーアテ・イスラーミー」（イスラム協会）を設立するとそのメンバーとなり、以後も一貫してラッバーニー派として活動する。同志名マスード（「幸運なる者」の意）を名乗るのは、この頃からである。

### パンジシールの獅子
1975年、帰国してパンジシール渓谷に本拠地を築き、1979年のソビエト連邦のアフガニスタン侵攻後は反ソ連軍ゲリラの司令官となり、ソ連軍にしばしば大きな打撃を与えた。ソ連軍の大規模攻撃をも撃退し、「パンジシールの獅子」と呼ばれた。1988年5月よりソ連軍のアフガニスタンからの撤退が開始されると、マスードはソ連軍捕虜を自発的に解放し、ソ連軍の撤退を妨害しないことを約束した。このことはマスードに対するソ連側の心証を良くし、後にロシアが北部同盟を支援する動機ともなった。
1992年にムジャーヒディーン勢力が首都カーブルを占領し、ラッバーニー政権が誕生すると、そのもとで国防相、政府軍司令官を務めた。その後、ラッバーニー政権が崩壊しターリバーンが勢力を拡大すると、ターリバーンに対抗する勢力が結集した北部同盟の副大統領・軍総司令官・国防相となった。ターリバーンがアフガニスタンを支配すると、北部同盟の勢力圏はアフガニスタン北部山岳地帯に限られたが、領土としてはアフガニスタンの約10%、人口としては30%程度を掌握していた。

### 暗殺

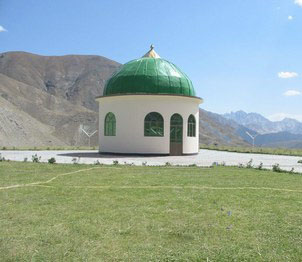
マスードの墓

その後北部同盟の中枢人物として活躍したが、2001年9月9日、自爆テロによって暗殺された。なお、2001年9月9日はアメリカ同時多発テロ事件の2日前であり、日本国内でも9月11日朝の時点で暗殺死亡説が報道された。暗殺者はアラブ系の2人で、モロッコ出身のベルギー人とされたが、後に旅券は盗まれたものであることが判明。北部同盟の主要メンバーを狙ってジャーナリストを装っていたとされる。実際の攻撃は、暗殺者の一人が持っていたビデオカメラやベルト、いずれかに隠していた爆弾を爆発させたものとみられる。
9月13日まで、死亡説は公には否定され続けていたがおそらく攻撃から30分以内に死んだと推測されている。暗殺者の一人は爆発によって死亡し、一人は逃亡中に射殺された。フランスの諜報機関DGSEが2003年10月16日に明らかにしたところによると、マスード暗殺に使われたカメラは、2000年12月フランスのグルノーブルでクリスマスのショーウィンドーを撮影中の写真ジャーナリストのJean-Pierre Vincendetから盗まれたもの。FBIとDGSEはカメラの製造番号を追跡し、同一のカメラであることを確認したとされる。
遺体は故郷ジュンガラック村を望む丘に埋葬された。アフガニスタン暫定政権発足式典では、壇上に大きな遺影が掲げられた。
暗殺の直前にジャーナリストのセバスチャン・ユンガーから取材を受けており、これが最後の記録となっている。

## 人物
タジク人。家族は妻と1男5女。弟のアフマド・ズィヤ・マスードは北部同盟の外交官を務め、2004年12月7日、ハーミド・カルザイ政権の副大統領に就任した。また、息子のアフマド・マスードは2021年にターリバーンの攻勢によってアフガニスタン・イスラム共和国政府が事実上崩壊すると、暫定大統領就任を宣言したアムルッラー・サーレハ第一副大統領と共にパンジシール渓谷での抵抗運動を呼び掛けていると報じられている。
英語・フランス語を使用。
綱紀やイスラムの教えに厳格だったが、その人柄と軍事的才能から北部同盟の兵士達には強い信頼を得ていた。インタビューではアフガニスタンでの戦乱を平和的な会話によって解決し、民主的な政権が誕生することを望む発言をしている。1996年のターリバーンによる首都カーブル包囲の際には、これ以上首都や民衆に被害を及ぼす訳にはいかないとして撤退している。
大の読書家で、好きな作家はヴィクトル・ユーゴーであり、また、反共主義者にもかかわらず、毛沢東の作品から多くを学んだと公言している。1997年時には、寝る間も惜しみ読書に時間を割いていたため、1日の睡眠時間はおよそ2時間程度だった。1996年のタリバーンの攻勢により、事前に首都から撤退したが、その際マスードは約3000冊の蔵書を持ち出している。持ち出した蔵書は実家のゲストハウスの廊下に山のように積み上げられていた。その読書に対する執着ぶりは、夜間、発電機が止まり、あたりが暗くなっても胸からペンライトを取り出し何事もなかったかのように読書を続けるほどであったという。1992年ごろ、日本の月刊誌「文藝春秋」にも行軍の合間に読書に勤しむ司令官の写真が掲載されたことがある。

## 主な発言
- 「国を解放したら、国民が信頼できる政治家に後は任せて、大学で建築学を勉強しなおしたい」（1983年のソビエト軍第六次攻勢を撃退後、自分の将来の展望を聞かれて）

## 参考・脚注
1. 1 2  長倉洋海の『獅子よ瞑れ』（河出書房新社）では、1952年とされている。
2. ↑  ダリー語で شیر پنجشیر (shīr-e Panjshīr)であり、韻を踏んでいる。
3. ↑  アフガニスタンの英雄 最後の勇士 - ナショナルジオグラフィックチャンネル
4. ↑  “アフガン暫定大統領を宣言 ガニ氏逃亡でサレー第1副大統領”. 産経新聞. (2021年8月18日) 2021年8月18日閲覧。{{cite news}}:  CS1メンテナンス: 先頭の0を省略したymd形式の日付 (カテゴリ)
5. ↑  “Ahmad Shah Massoud”. デイリー・テレグラフ (2001年9月17日). 2016年9月27日閲覧。
6. ↑  長倉洋海『ぼくが見てきた戦争と平和』バジリコ社 ISBN 9784862380371